# Carlo Poggi
Carlo Poggi (Piacenza, 19 agosto 1923 – Fidenza, 7 settembre 1997) è stato un vescovo cattolico italiano.

## Biografia
Nacque a Piacenza, città capoluogo di provincia e sede vescovile, il 19 agosto 1923. Fu battezzato il 26 agosto seguente nella chiesa di Sant'Anna a Piacenza. Era fratello del cardinale Luigi Poggi.

### Formazione e ministero sacerdotale
Compì gli studi in preparazione al sacerdozio presso il seminario vescovile di Bedonia e il Collegio Alberoni a Piacenza.
Il 16 marzo 1946 fu ordinato presbitero dall'arcivescovo Ersilio Menzani.
Dopo l'ordinazione fu nominato vicario cooperatore della parrocchia del duomo di Piacenza. Nel 1948 diventò cerimoniere vescovile e segretario dell'arcivescovo Umberto Malchiodi. Nel 1958 ricevette il titolo di cameriere segreto soprannumerario di Sua Santità; dal 1962 assunse gli incarichi di canonico del capitolo della cattedrale di Piacenza e di cancelliere vescovile.
Conseguì la laurea in diritto canonico presso la Pontificia Università Lateranense di Roma il 21 marzo 1966.
Nel 1982 il vescovo Enrico Manfredini lo nominò parroco della basilica di Sant'Antonino a Piacenza; due anni più tardi, nel 1984, il nuovo vescovo Antonio Mazza lo volle vicario generale della diocesi. Nel 1983 ottenne il titolo di prelato d'onore di Sua Santità.

### Ministero episcopale
Il 13 agosto 1988 papa Giovanni Paolo II lo nominò vescovo di Fidenza; succedette a Mario Zanchin, dimessosi per raggiunti limiti di età. Il 1º settembre seguente fu ricevuto in udienza dal presidente della Repubblica Italiana Francesco Cossiga. Il 17 settembre ricevette l'ordinazione episcopale, nella cattedrale di Piacenza, dall'arcivescovo Luigi Poggi, nunzio apostolico in Italia, co-consacranti i vescovi Antonio Mazza, di Piacenza, e Mario Zanchin, emerito di Fidenza. Il 13 ottobre prese possesso della diocesi per procura, mentre il 16 ottobre vi fece il suo ingresso.
Da tempo malato, morì il 7 settembre 1997, all'età di 74 anni, sull'ambulanza che lo trasportava a Fidenza dalla casa della sorella a Caorso. Dopo le esequie, celebrate nella cattedrale di San Donnino, fu sepolto nella cripta dello stesso edificio.

## Genealogia episcopale
La genealogia episcopale è:
- Cardinale Scipione Rebiba
- Cardinale Giulio Antonio Santori
- Cardinale Girolamo Bernerio, O.P.
- Arcivescovo Galeazzo Sanvitale
- Cardinale Ludovico Ludovisi
- Cardinale Luigi Caetani
- Cardinale Ulderico Carpegna
- Cardinale Paluzzo Paluzzi Altieri degli Albertoni
- Papa Benedetto XIII
- Papa Benedetto XIV
- Papa Clemente XIII
- Cardinale Marcantonio Colonna
- Cardinale Giacinto Sigismondo Gerdil, B.
- Cardinale Giulio Maria della Somaglia
- Cardinale Carlo Odescalchi, S.I.
- Cardinale Costantino Patrizi Naro
- Cardinale Lucido Maria Parocchi
- Papa Pio X
- Cardinale Gaetano De Lai
- Cardinale Raffaele Carlo Rossi, O.C.D.
- Cardinale Amleto Giovanni Cicognani
- Cardinale Luigi Poggi
- Vescovo Carlo Poggi

## Onorificenze
Nel giugno 1995 venne insignito dell'Antonino d'oro dal capitolo di canonici della basilica di Sant'Antonino di Piacenza.